# Zwanowice (wieś w powiecie brzeskim)
Zwanowice – wieś w Polsce położona w województwie opolskim, w powiecie brzeskim, w gminie Skarbimierz.
W latach 1975–1998 miejscowość należała administracyjnie do województwa opolskiego.

## Zabytki
Do wojewódzkiego rejestru zabytków wpisane są:
- kościół filialny pw. MB Królowej Polski, z 1400 r,, 1819 r.
  - kaplica grobowa rodziny Schmiedeberg, z 1870 r.
  - cmentarz kościelny
  - ogrodzenie, murowano-metalowe, z XV w., XIX w.
- dawna plebania, obecnie szkoła, z XIX w.
- zespół pałacowy, z XVIII-XIX w.:
  - Pałac w Zwanowicach
  - park
  - folwark, z 1825 r.:
    - czworak
    - spichrz
    - stodoła I
    - stodoła II, murowano-drewniana
    - obora.

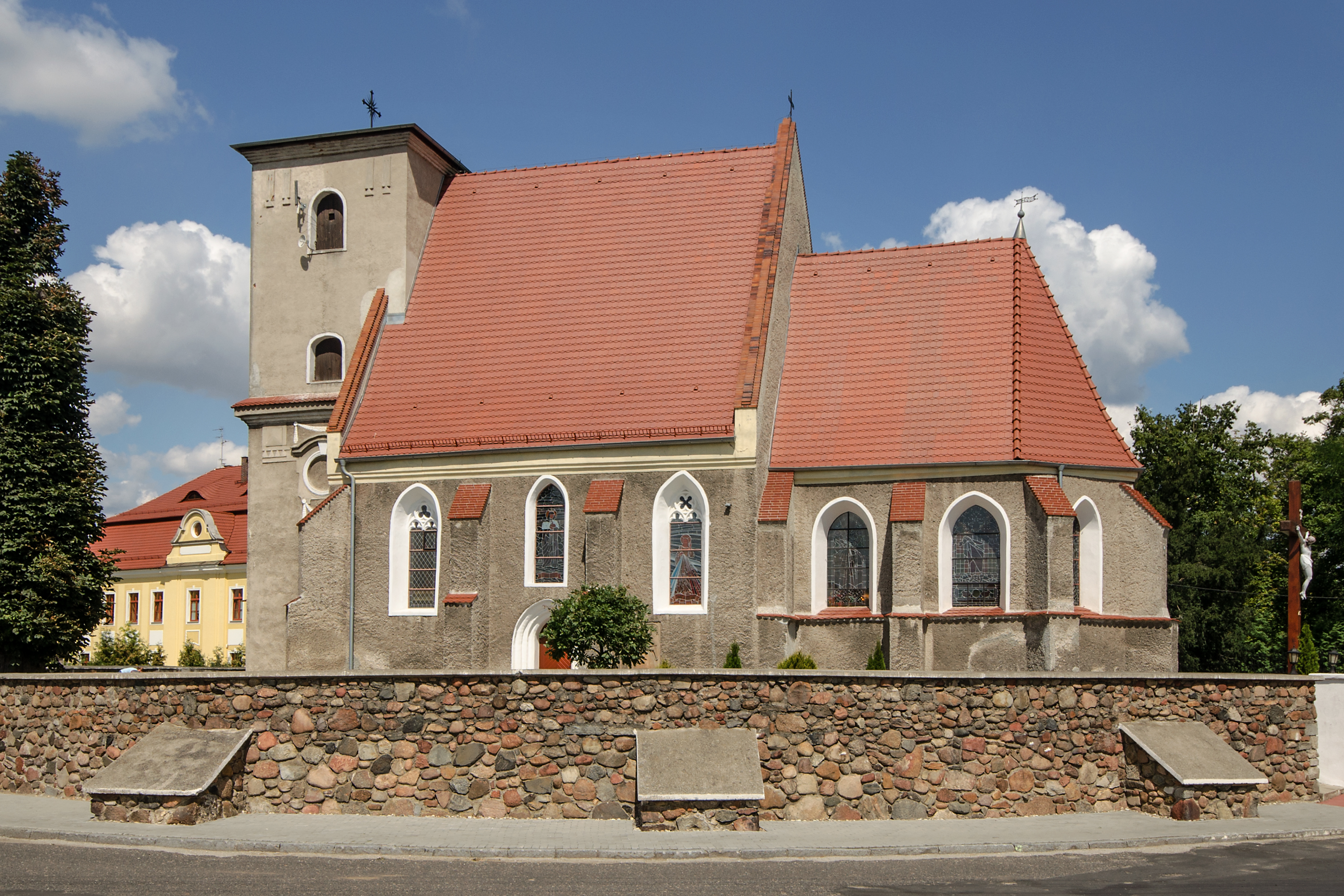
Kościół MB Królowej Polski
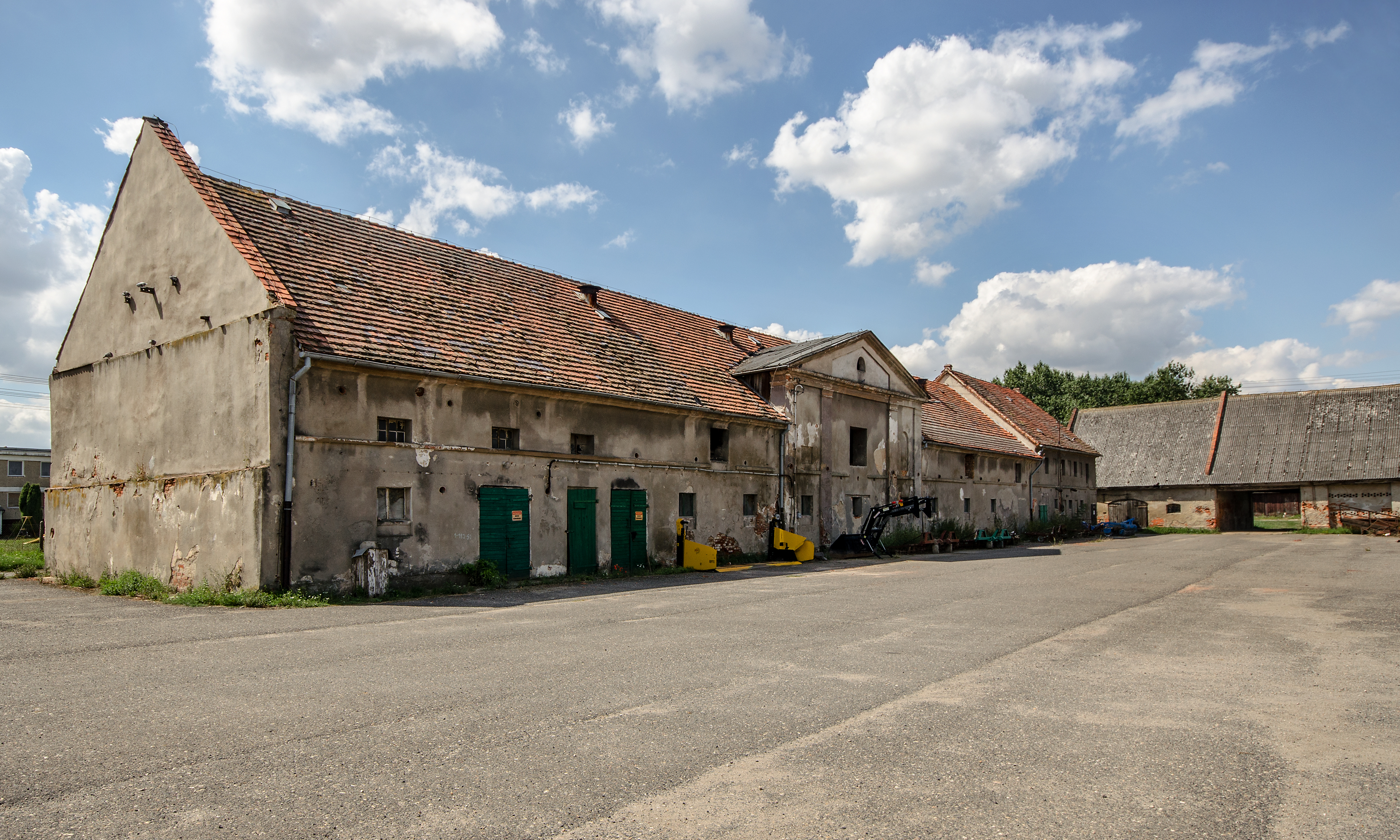
Folwark
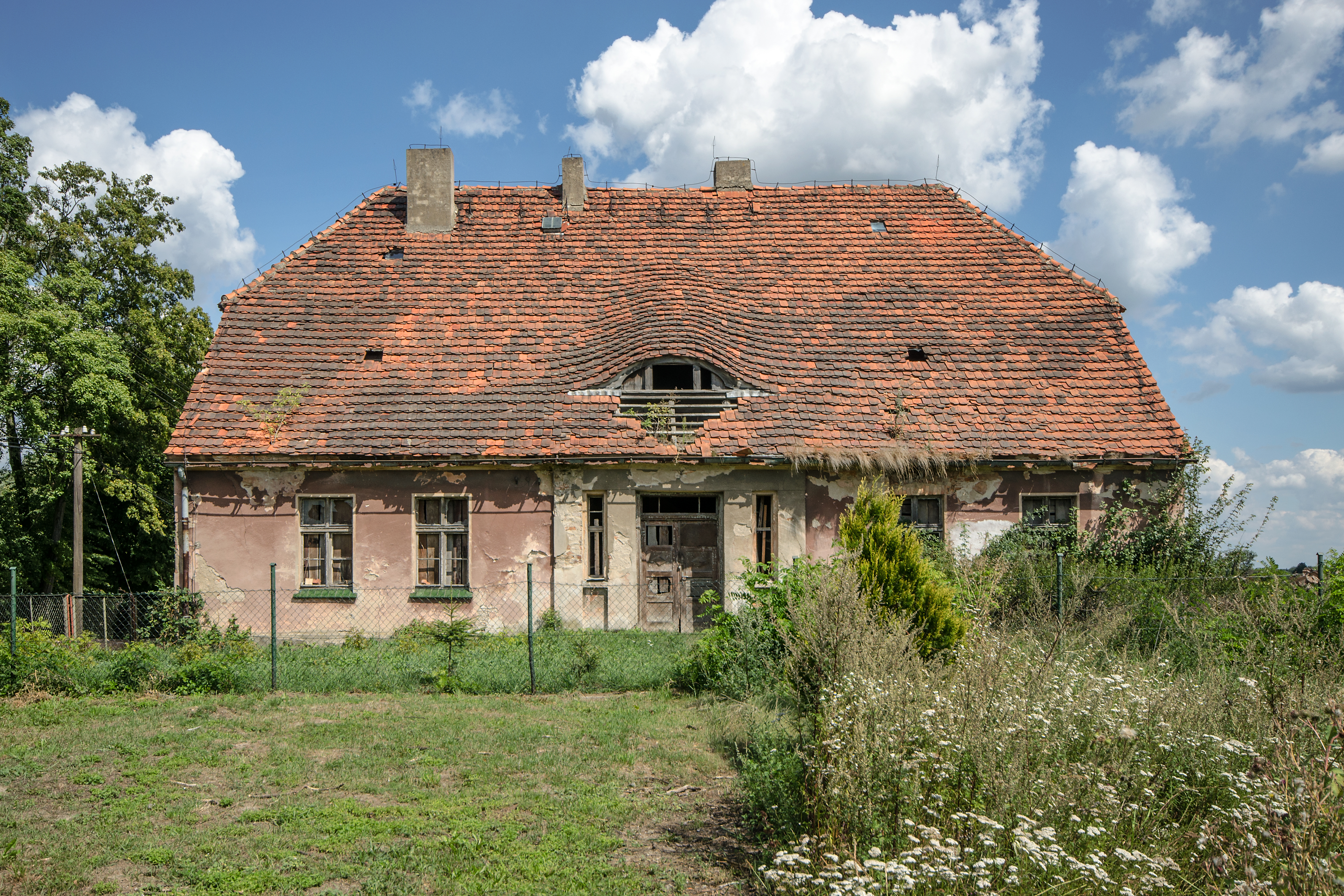
Dawna plebiania